# Стромцов, Леонид Никифорович
Леонид Никифорович Стромцов (11 сентября 1917, Екатеринослав — 2013, Днепропетровск) — выдающийся советский организатор разработки, производства и внедрения технических средств радиолокационных станций (РЛС) систем противовоздушной (ПВО), противоракетной (ПРО) и противокосмической обороны (ПКО) обороны, систем предупреждения о ракетном нападении (ПРН) и контроля космического пространства (ККП). Директор Днепровского машиностроительного завода (1955—1983 г.г.).

## Биография
Леонид Никифорович Стромцов родился 11 сентября 1917 года в г. Екатеринославе. Отец — Никифор Маркелович, 1890 г.р, бухгалтер Брянского завода, мать, Анна Степановна — домохозяйка.
Был старшим ребёнком в семье, брат Борис (1920 г.р) и сестра Нонна (1929 г.р)
В 1935 году закончил 36-ю школу рабочей молодёжи в Днепропетровске. В этом же году поступил в Днепропетровский горный институт им. Артема.
В 1941 году по окончании учёбы был направлен мастером в трест «Шахтостроймонтаж» на Донбассе. Позднее — начальник участка механомонтажа на шахте 4/5 «Никитовская».
В июне 1941 года добровольцем ушёл в армию. Курсант Военно-инженерной академии им. Куйбышева, командир взвода 248 саперного батальона, командир роты 100 саперного батальона, начальник штаба 150 отдельного мостостроительного саперного инженерного батальона (Волховский, Ленинградский фронт). Дважды ранен. Под его командованием в 1944 году был возведён уникальный мост через реку Луга в районе села Большое Куземкино, позволивший обеспечить переправу наступающих танковых колонн.
Награждён медалью «За Боевые Заслуги», орденом «Красной звезды».
В 1946 году демобилизован из Красной армии в звании капитана. Был принят на работу заместителем начальника энергоцеха строящегося Днепропетровского автомобильного завода (позднее — ЮМЗ). В 1951 году Леонид Стромцов назначается главным энергетиком завода. За время работы на заводе были созданы энергоцентраль, кислородный завод, насосные станции. За вклад в строительство Автомобильного завода он был награждён Знаком Почёта.
В 1955 году приказом Министра оборонной промышленности СССР Л. Н. Стромцов назначен директором завода № 933 (Днепровский машиностроительный завод). В короткий период времени была создана организационная структура, интеллектуальные и производственные мощности для производства полного состава уникальной радиоэлектронной аппаратуры РЛС систем ПВО, ПРО, ПКО, ПРН, ККП, обеспечено их постоянное развитие. Создана эффективная школа подготовки инженерно-технических и рабочих кадров. Осуществлялось масштабное социальное строительство.
Под руководством Л. Н. Стромцова Днепровским машиностроительным заводом изготовлена радиоэлектронная аппаратура трех поколений РЛС, ставших информационной основой систем Ракетно-космической обороны, в том числе МРЛС Дон-2Н системы ПРО А-135 г. Москвы и Центрального промышленного района.
Успехи, достигнутые Днепровским машиностроительным заводом в создании технических средств стратегических информационных систем и поражающих систем РКО, отмечены орденами Октябрьской Революции и Трудового Красного Знамени.
В 1983 году Л. Н. Стромцов перешёл на преподавательскую работу, заведующий кафедры экономики Днепропетровского Филиала ИПК МРП СССР.
В 1988 год, вышел на заслуженный отдых.
Умер в 2013 году в Днепропетровске на 96-м году жизни.

## Семья, увлечения
С женой, Валентиной Иосифовной, познакомился на фронте. У них было двое детей: Игорь (1946 г.р.,кандидат технических наук, доцент), Олег (1949 г.р., подполковник Советской Армии).
Всю свою жизнь Леонид Никифорович увлекался литературой, изобразительным искусством, музыкой, театром.
Собрал библиотеку — около четырёх тысяч томов. В их числе произведения русской и зарубежной классики, мемуарная литература (в основном о Великой Отечественной войне), книги по истории, о природе, животном мире планеты и путешествиях, книги и альбомы по искусству.
Почитаемыми писателями были Гоголь, Чехов, Толстой, Достоевский, Шолохов, Ч. Айтматов, Булгаков, Сервантес, В. Гюго, Д. Лондон, Бальзак. Любимыми поэтами — Пушкин, Жуковский, Шевченко и Расул Гамзатов.
Леонид Никифорович любил природу, ему были близки произведения В. Арсеньева, М. Пришвина, Э. Сетон-Томпсона, Б. Гржимека, Д. Даррелла и Д. Карбетта.
Всю свою жизнь он буквально боготворил великого русского певца Федора Ивановича Шаляпина, собрал отдельную библиотечку книг о Шаляпине и полное собрание всех его записей, которое он регулярно прослушивал.
Любимыми композиторами были Мусоргский, Бородин, Чайковский, Рахманинов, Бетховен, Верди, очень любил русские и украинские народные песни, романсы. Высоко ценил творчество Ильи Глазунова. Любимым литературным героем был Дон Кихот.
Всегда с большим интересом наблюдал за соревнованиями по футболу, баскетболу, хоккею.

## Награды и премии
- Лауреат Государственной премии СССР
- Дважды кавалер ордена Ленина
- Кавалер ордена Отечественной войны 1 и 2 степени
- Кавалер орденов Октябрьской революции, Трудового Красного Знамени, Красной звезды, Знак Почета, Богдана Хмельницкого 3-й степени
- Награждён медалями: За боевые заслуги, За оборону Ленинграда, За победу над Германией в Великой Отечественной войне 1941—1945 г.г.,Защитнику отечества, и др.
- Заслуженный машиностроитель Украины
- Почётный радист СССР

## Память
- Днепровский машиностроительный завод
- КБ «Днепровское»
- Улица Стромцова в Днепропетровске. Названа в 2015
- Мемориальная доска, на доме, где проживал Стромцов Л. Н. в Днепропетровске[1].
- Музей Днепровского машиностроительного завода